# Ceratocorys horrida
Ceratocorys horrida is een soort in de taxonomische indeling van de Myzozoa, een stam van microscopische parasitaire dieren. Het organisme komt uit het geslacht Ceratocorys en behoort tot de familie Ceratocoryaceae. Ceratocorys horrida werd in 1883 ontdekt door F. Stein.